# 栄町 (川口市)

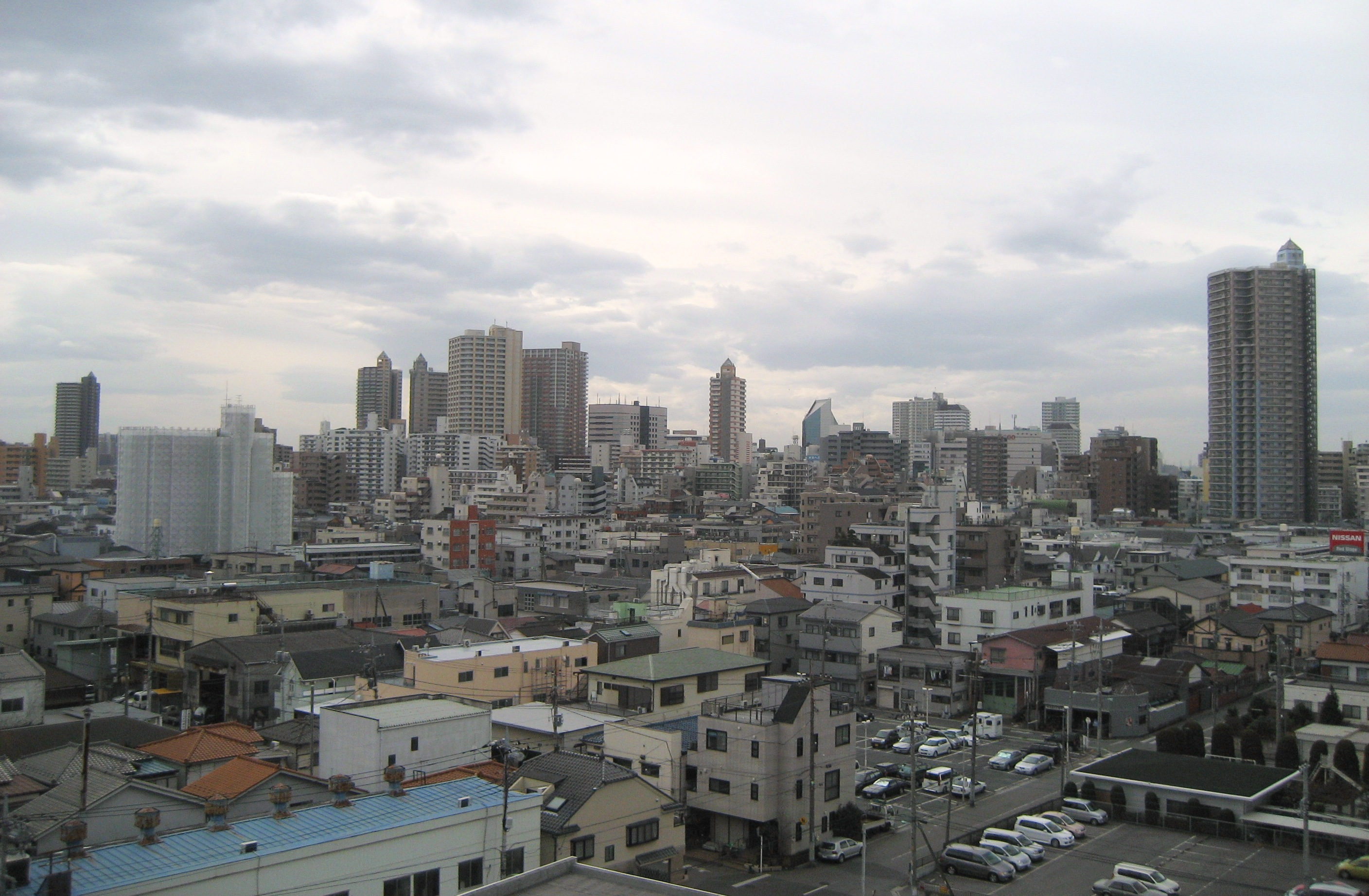
栄町一丁目付近

栄町（さかえちょう）は、埼玉県川口市の町名。現行行政地名は栄町一丁目から三丁目。住居表示実施地区。郵便番号は332-0017。

## 地理
川口市の南部に位置する。京浜東北線川口駅の東口駅前から埼玉高速鉄道川口元郷駅付近に至るため東西に長い。芝川が東を流れる。

### 地価
住宅地の地価は2022年（令和4年）1月1日の公示地価によれば栄町1-19-23の地点で37万8000円/m2となっている。

## 歴史

### 沿革
- 1916年（大正5年） - 川口町の一部から栄町一丁目〜三丁目（住居表示無）が成立[5]。
- 1933年（昭和8年）4月1日 - 川口町、青木村、横曽根村、南平柳村を合併し、川口市が発足、川口市の町名となる。
- 1971年（昭和46年）1月1日 - 住居表示実施に伴い、栄町一丁目〜三丁目（住居表示無）と寿町の一部から栄町一丁目〜三丁目が成立[5]。

## 世帯数と人口
2018年（平成30年）3月1日現在の世帯数と人口は以下の通りである。
| 丁目       | 世帯数    | 人口    |
| ---------- | --------- | ------- |
| 栄町一丁目 | 1,978世帯 | 3,864人 |
| 栄町二丁目 | 1,610世帯 | 3,019人 |
| 栄町三丁目 | 1,120世帯 | 2,132人 |
| 計         | 4,708世帯 | 9,015人 |

## 小・中学校の学区
市立小・中学校に通う場合、学区（校区）は以下の通りとなる。
| 丁目       | 番地 | 小学校             | 中学校             |
| ---------- | ---- | ------------------ | ------------------ |
| 栄町一丁目 | 全域 | 川口市立本町小学校 | 川口市立南中学校   |
| 栄町二丁目 | 全域 | 川口市立本町小学校 | 川口市立南中学校   |
| 栄町三丁目 | 全域 | 川口市立幸町小学校 | 川口市立幸並中学校 |

## 交通

### 道路
- 埼玉県道332号根岸本町線
- オートレース通り
- 六間通り

## 施設

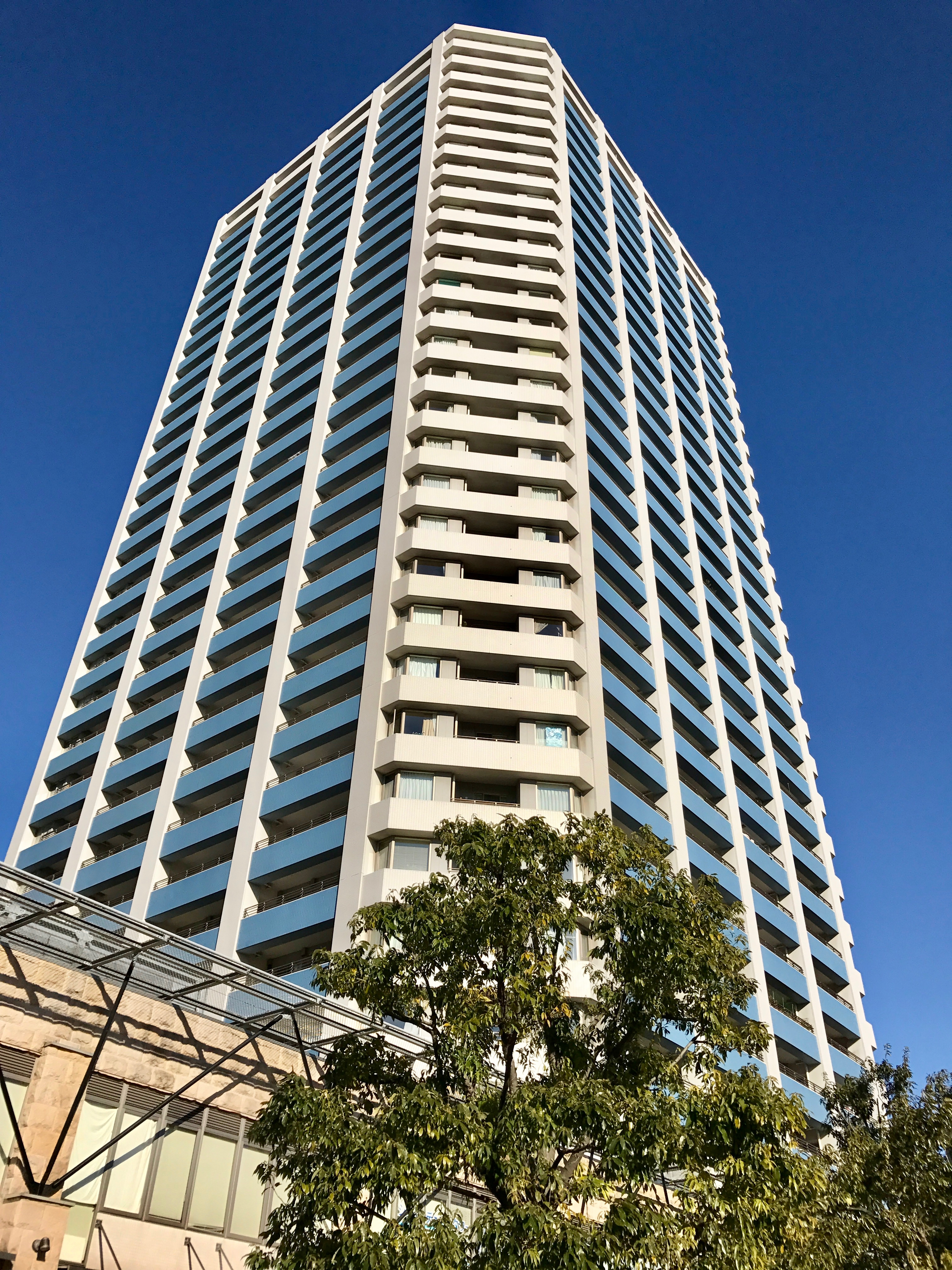
シティデュオタワー川口

- そごう川口店
- かわぐちキャスティ
- 川口信用金庫本店
- シティデュオタワー川口
- 栄町保育所
- 栄町1丁目公園
- コミュニティプラザ（公園）